# خيانة (رواية)
خيانة (بالإنجليزية: Betrayal)‏، هي إحدى روايات الروائية الأمريكية دانيال ستيل، وهي من الروايات الرومانسية.

## نبذة قصيرة
تدور أحداث الرواية عن مخرجة أفلام مشهورة تتمحور حياتها حول عملها الذي يحصد الجوائز باستمرار واسرتها المكونة من ابنتها الطالبة الجامعية ووالدها المسن وشريكها في عملها الذي يعيش معها وأيضا مساعدتها المخلصة. تكتشف فجأة أن هناك من يخونها من أقرب الناس اليها ويسرق أموالها من حساباتها البنكية بدون علمها وتمر بلحظات عصيبة لتكتشف الفاعل. .